# Чарльз Фалконер
Чарльз Леслі Фалконер, барон Фалконер з Торотона (англ. Charles Leslie Falconer, baron Falconer of Thoroton, також відомий як лорд Фалконер англ. Lord Falconer; нар. 19 листопада 1951, Единбург, Шотландія) — британський юрист і політик-лейборист.

## Життєпис
Він вивчав право у Квінс-коледжі Кембриджа. Фалконер працював адвокатом у Лондоні у кінці 70-х років, був сусідом майбутнього прем'єр-міністра Тоні Блера. У той час як Блер вибрав політичну кар'єру, Фалконер продовжував адвокатську діяльність. У 1991 році він отримав почесне звання королівського адвоката. У 1985 році він одружився з іншим адвокатом, донькою британського посла у Чилі. Фалконер має чотирьох дітей.
Коли у травні 1997 року Лейбористська партія виграла вибори і Тоні Блер став прем'єр-міністром, Фалконер отримав звання барона. Він також був членом уряду як Генеральний прокурор Англії та Уельсу. У 1998 році він був призначений Державним міністром у Кабінеті міністрів. Після виборів у 2001 році Фалконер перейшов на роботу до Міністерства транспорту, місцевого самоврядування і регіонів, де він був відповідальним за будівництво і планування. У 2002 році він був переведений до Міністерства внутрішніх справ, де був відповідальним за управління юстиції у кримінальних справах, суджень і правових реформ.
У 2003 році лорд Фалконер став членом кабінету як Міністр з конституційних питань і Лордом-канцлером. У травні 2007 року Міністерство конституційних справ було перетворено у Міністерство юстиції, але Фалконер залишався на посаді міністра до червня того ж року, коли Гордон Браун замінив Блера на посаді прем'єр-міністра. Його наступником став Джек Стро.